# آن جونغ-وو
آن جونغ-وو (الكورية: 안용우) هو لاعب كرة قدم كوري جنوبي في مركز الهجوم، ولد في 10 أغسطس 1991 في كوريا الجنوبية. لعب مع تشونام دراغونز.

## وصلات خارجية
- آن جونغ-وو على موقع رابطة كرة القدم اليابانية للمحترفين (اليابانية)
- آن جونغ-وو على موقع دوري كوريا الجنوبية (الإنجليزية)
- آن جونغ-وو على موقع قاعدة بيانات كرة القدم.إي يو (الإنجليزية)
- آن جونغ-وو على موقع Soccerway.com (الإنجليزية)
- آن جونغ-وو على موقع عالم كرة القدم.نت (الإنجليزية)